# Dan Brown
Daniel "Dan" Brown, född 22 juni 1964 i Exeter, New Hampshire, är en amerikansk författare. Hans mest kända romaner är förmodligen bästsäljarna Änglar och demoner (2000) och Da Vinci-koden (2003). Han har även gett ut två skivor på eget skivbolag.

## Biografi

### Uppväxt
Dan Brown studerade vid skolan Phillips Exeter Academy, där hans far samtidigt var matematiklärare. Efter examen i engelska och spanska från Amherst College kom han även själv att arbeta som lärare på skolan, med inriktning på engelska. Dan Brown undervisade även i spanska vid högstadiet på Lincoln Akerman School.
Dan Browns intressen för kodlösning och underrättelsetjänster gjorde att han skrev sin första roman, Gåtornas palats (1998). Den blev snabbt en av USA:s mest säljande e-böcker.

### Genombrottet
Romanen Änglar och demoner (2000) kom att sälja ännu mer. Där introducerades romankaraktären Robert Langdon, en Harvard-professor i religiös symbolik.
Därefter publicerade Brown romanen I cirkelns mitt (2001), en roman som rör sig omkring ett fynd av en fossil av en utomjordisk insekt i en meteorit, samt turer kring ett presidentval. 
I Da Vinci-koden (2003) återkom karaktären Robert Langdon. Dan Brown hade gjort efterforskningar till boken på Leonardo da Vinci, merovingernas historia, samt mystiska religiösa samfund som Prieuré de Sion, Opus Dei, och frimurarna som kittlat mångens fantasi dessförinnan. En stor del av handlingen baserades dock på en pseudo-historisk bok av Michael Baigent, Richard Leigh och Henry Lincoln, The Holy Blood and the Holy Grail. Da Vinci-koden blev snabbt en enorm succé 2003–2004 och är 2000-talets mest sålda bok.

### Efter genombrottet
Den 15 september 2009 släpptes Browns nästa roman, Den förlorade symbolen, där åter Robert Langdon utgör huvudkaraktären. Bokens förstaupplaga kom att ligga på 5 miljoner exemplar. Den sålde 1 miljon exemplar första dagen världen över och hade i Sverige sålt i mer än 300 000 exemplar i mitten av november 2009. Trots att handlingen utspelar sig under endast 12 timmar, tog det fem år för Brown att göra efterforskning för att kunna skriva boken. Handlingen i boken är mestadels förlagd till Washington, och kretsar omkring frimureri.
Den fjärde boken om Robert Langdon släpptes 14 maj 2013, har namnet Inferno. Denna gång utspelar sig handlingen i Italien och Istanbul. Den femte boken om Langdon släpptes i oktober 2017, och heter Begynnelse (engelska titeln Origin), och utspelar sig i Bilbao, Spanien. 2017 släpptes också Da Vinci-koden i en omarbetad, Young Adult, version.

## Citat
All konst, arkitektur, hemliga ritualer, hemliga sällskap, allt detta är historiska fakta. – Dan Brown om "Da Vinci-koden", i dokumentären The Real Da Vinci Code från brittiska Channel 4.[källa behövs]
Alla beskrivningar av konstverk, arkitektoniska verk, dokument och hemliga ritualer i romanen överensstämmer med verkligheten. – ur förordet till Da vinci-koden.[källa behövs]